# FEPSA
FerroExpreso Pampeano S.A. es una empresa argentina del sector ferroviario de capitales privadosque administra la infraestructura de los trenes de carga del Roca, San Martín, Sarmiento y Mitre desde noviembre de 1991.
Las acciones controlantes de la empresa pertenecen al grupo ítalo-argentino Techint, manteniendo el 62 %.Los otros accionistas son Sociedad Comercial del Plata, con el 18 %; el Estado Nacional, con el 16 %; y los empleados de la empresa, con el 4 %.

## Historia
FerroExpreso Pampeano es la primera concesionaria privada de transporte ferroviario de carga de la Argentina. El proceso de concesión del sistema ferroviario argentino al sector privado se inició en 1991 con las líneas de carga, en las que se identificaron seis sistemas a ser concesionados por 30 años, mediante licitación pública internacional.
El “Corredor Rosario-Bahía Blanca”, integrado por las líneas Rosario - Puerto Belgrano y Huinca Renancó - Ingeniero White y ramales alimentadores, fue el primero en licitarse bajo el concepto de concesión integral. Con esta modalidad, el concesionario tenía el desafío de revitalizar el sistema de transporte y tomar a su cargo el conjunto de las actividades ferroviarias: comercialización, operación, mantenimiento y rehabilitación del material rodante e infraestructura.

Luego de estos 30 años, la empresa cuenta con más de 3.000 km de vías operativas, más de 50 locomotoras y cerca de 2.000 vagones en servicio.

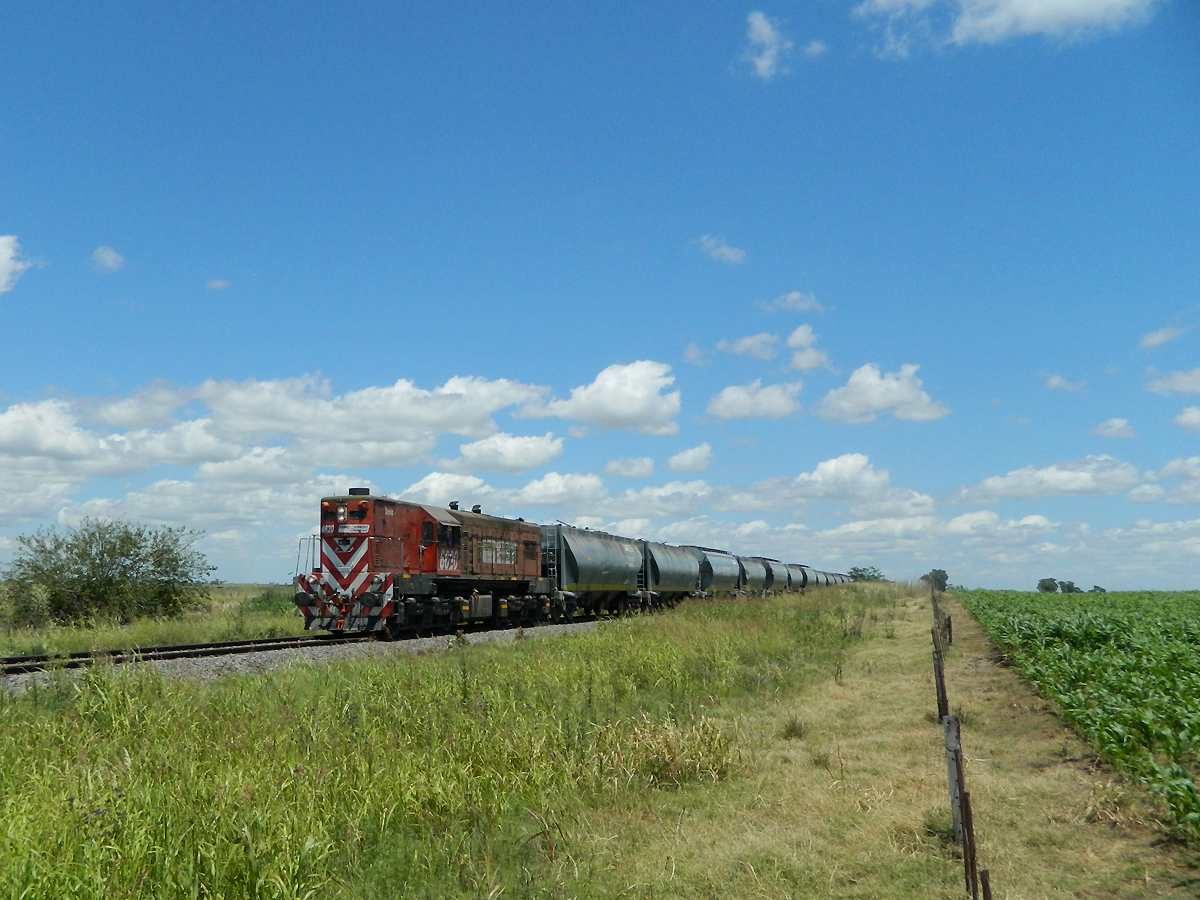
Un tren de carga Ferroexpreso Pampeano en el F.C.D.F.S en zonas rurales de Argentina.

FerroExpreso Pampeano brinda en la actualidad un servicio que atraviesa más de 150 localidades en las provincias de Buenos Aires, La Pampa, Córdoba y Santa Fe. Se trata del único corredor ferroviario del país que traslada cargas desde centros de acopio y fábricas hacia dos de los principales puertos del país: Puerto de Rosario y Puerto de Ing. White. Facilita así a acopiadores, exportadores y productores de la Pampa Húmeda el transporte de su producción agrícola en grandes volúmenes, principalmente soja, maíz, trigo, cebada y girasol, así como algunos de sus derivados. De esta manera, la empresa se ha convertido en un eslabón fundamental en la logística agroindustrial del país, además de contribuir con el descongestionamiento de rutas, reduciendo costos para toda la cadena y optimizando parámetros de eficiencia y seguridad. Al mismo tiempo, aunque en menor escala, participa en la logística de la industria petrolera, a través del transporte de tubos, arenas y otros productos para el mantenimiento y desarrollo de sus operaciones.